# C. J. Varkey (padre)

Pe. C.J. Varkey Kuzhikulam

Monsenhor C.J. Varkey Kuzhikulam (1921–2009), também popularmente conhecido como "Varkeyachan" ("Padre" Varkey), foi um sacerdote indiano da Igreja Católica Siro-Malabar e fundador da Congregação das Irmãs Missionárias de Maria Imaculada (MSMI) em 1962.  O apostolado familiar é o seu carisma.  Atualmente, a congregação conta com 800 irmãs professas que trabalham em cem comunidades na Índia, Estados Unidos, Alemanha e Itália, engajadas em diversas atividades apostólicas como ensino, enfermagem, orfanato, centro de lepra, lares de idosos, apostolado familiar, trabalho social, pastoral cuidado, oração e aconselhamento. Ele foi uma das figuras mais admiradas da Igreja de Kerala e líder do movimento da renovação carismática no estado.  

## Biografia
Varkey nasceu na família Kuzhikulam Valavoor, PALA e viveu em Kulathuvayal, 50 quilômetros a leste da cidade de Kozhikode. Ele trabalhou nos quatro distritos de Kerala por 58 anos. Ele veio para Kulathuvayal em 1951, quando a região era uma área montanhosa subdesenvolvida, sem estradas, escolas ou igrejas. A maioria dos cristãos em Malabar são migrantes. A migração começou durante a Depressão econÔmica da década de 1930 e continuou durante décadas. Ele abriu a primeira escola em Kulathuvayal em 1954 e incentivou outras paróquias da diocese a abrir escolas antes de construir igrejas. Em 1976, Monsenhor Varkey iniciou o primeiro centro de retiros carismáticos da região de Malabar, que atualmente atrai milhares de pessoas. O Papa Bento XVI concedeu ao sacerdote o título honorário de monsenhor em 2007, em reconhecimento ao seu serviço à Igreja. 
Ele morreu em 24 de junho de 2009, aos 88 anos. Os serviços funerários foram realizados no Centro de Retiros Nirmala em Kulathuvayal. O Arcebispo aposentado Jacob Thoomkuzhy de Trichur, o Arcebispo George Valiamattam de Tellicherry e o Bispo Lawrence Mukkuzhy de Belthangady juntaram-se ao Bispo Chittilappilly nos serviços religiosos, juntamente com centenas de padres e freiras. 